# NGC 5622
NGC 5622 is een spiraalvormig sterrenstelsel in het sterrenbeeld Ossenhoeder. Het hemelobject werd op 15 mei 1787 ontdekt door de Duits-Britse astronoom William Herschel.

## Synoniemen
- UGC 9248
- MCG 8-26-32
- ZWG 247.28
- KARA 630
- IRAS 14244+4847
- PGC 51541